# Río Yura (vattendrag i Bolivia, Potosí, lat -20,37, long -65,75)
Río Yura är ett vattendrag i Bolivia.   Det ligger i departementet Potosí, i den södra delen av landet, 160 km söder om huvudstaden Sucre.
Omgivningen kring Río Yura är i huvudsak ett öppet busklandskap. Området är mycket glesbefolkat, med 3 invånare per kvadratkilometer.